# Standing in the Shadows of Love
"Standing in the Shadows of Love" is een hitsingle van de Amerikaanse soul- en R&B-groep The Four Tops. Het nummer is, na het succes "Reach Out, I'll Be There", de tweede single afkomstig van het album "Reach Out". Alhoewel "Standing in the Shadows of Love" niet even veel succes kende als "Reach Out, I'll Be There", was het toch een grote hit die uiteindelijk op de #6 notering op de poplijst in zowel de Verenigde Staten als in het Verenigd Koninkrijk bleef steken. Daarnaast was het liedje een #2-hit op de Amerikaanse R&B-lijst en een top veertig-hit op de poplijsten van de landen Canada, Nederland en Duitsland.

## Achtergrond
Net als zijn voorganger werd "Standing in the Shadows of Love" geschreven door het songwriterstrio Holland-Dozier-Holland. Doordat "Reach Out, I'll Be There" zo'n groot succes was, een #1 hit in zowel de Verenigde Staten als in het Verenigd Koninkrijk als op de R&B-lijst, besloot het drietal een soortgelijk nummer te schrijven om zo ook daar mee succes te halen. Beide nummers hebben ongeveer hetzelfde arrangement en ook de instrumentatie in de twee nummers, verzorgd door Motowns studioband The Funk Brothers, heeft veel van elkaar weg. Doordat "Standing in the Shadows of Love" net als "Reach Out, I'll Be There" een grote hit werd, werden ook latere nummers als "Bernadette" en "7-Rooms Of Gloom" in dezelfde stijl geschreven. Overigens bestond er al een voorganger van "Standing In The Shadows Of Love" qua onderwerp. Het nummer "Standing At The Crossroads Of Love" uit het begin van de carrière van een andere Motown groep, The Supremes, was de voorganger van "Standing In The Shadows Of Love". Het onderwerp van "Standing in the Shadows of Love" is dat ondanks dat de verteller zijn geliefde altijd juist behandeld heeft, zij hem toch verlaat.
Naast dat "Standing in the Shadows of Love" veel succes kende op de hitlijsten gedurende de periode dat de single uitgebracht werd, werd het nummer ook verkozen tot #464 op de lijst van 500 beste nummers aller tijden volgens het tijdschrift Rolling Stone. Op deze lijst zijn ook andere nummers van The Four Tops te vinden als "Reach Out, I'll Be There", "Bernadette" en "I Can't Help Myself".

## B-kant
De B-kant van de originele versie van "Standing in the Shadows of Love" is het nummer "Since You've Been Gone". In tegenstelling tot het nummer in kwestie is "Since You've Been Gone" niet afkomstig van het album "Reach Out", maar van diens voorganger "The Four Tops On Top".

## Covers en invloed
"Standing in the Shadows of Love" werd later gecoverd door onder andere de volgende artiesten;
- The Jackson Five
- Rod Stewart
- France Joli in samenwerking met Gladys Knights achtergrondzangers The Pips
- Hall & Oates

Daarnaast werd er gebruik van de titel gemaakt in de film "Standing in the Shadows of Motown", een documentaire over The Funk Brothers. In het nummer "Lonely Ol' Night" van John Mellencamp wordt er over "Standing In The Shadows Of Love" gezongen en in het liedje "The Other Side" van Aerosmith is er een riff te horen die veel lijkt op die van "Standing in the Shadows of Love". In eerste instantie wilde Holland-Dozier-Holland, de schrijvers van het nummer in kwestie, een rechtszaak tegen Aerosmith aanspannen, maar het management van Aerosmith besloot Holland-Dozier-Holland een deel van de songwritersrechten te geven om zo de rechtszaak uit de weg te gaan.

## Bezetting
- Lead: Levi Stubbs
- Achtergrond: Lawrence Payton, Renaldo "Obie" Benson, Abdul "Duke" Fakir en The Andantes
- Instrumentatie: The Funk Brothers
- Schrijvers: Holland-Dozier-Holland
- Productie: Brian Holland en Lamont Dozier